# Maria Szabłowska
Maria Anna Szabłowska-Szabel (ur. 26 września 1946 w Warszawie) – polska dziennikarka radiowa i telewizyjna.

## Życiorys
Uczęszczała do Liceum im. Marii Skłodowskiej-Curie w Warszawie, gdzie w 1964 zdała maturę. W 1970 ukończyła arabistykę na Uniwersytecie Warszawskim, a w 1971 została absolwentką studium dziennikarskiego na UW.
Pierwszy raz na antenie radia pojawiła się w Rozgłośni Harcerskiej, wystąpiła tam jako gość i opowiadała o wybranym przez siebie kierunku studiów. Od 1970 zawodowo związana z Polskim Radiem, do którego trafiła dzięki koleżance ze studiów – Sylwii Sokorskiej (która została żoną Andrzeja Korzyńskiego). Współpracowała z Młodzieżowym Studiem „Rytm” (współtworzonym przez Andrzeja Korzyńskiego) i Popołudniem z młodością, w 1973 otrzymała etat w redakcji Muzyki i aktualności. Później związana z redakcją muzyczną Programu I PR. Prowadziła takie audycje muzyczne jak Magazyn Muzyczny Rytm, Muzyka Nocą, Muzyczna Jedynka i Leniwa Niedziela.
W Telewizji Polskiej zadebiutowała pod koniec lat 70. Była prezenterką młodzieżowej Siódemki i następnie wakacyjnego Studia Lato emitowanego w Programie Pierwszym Telewizji Polskiej. W późniejszych latach prowadziła programy Stare, nowe i najnowsze oraz Kawa czy herbata? (razem z Jackiem Żakowskim). W duecie z Krzysztofem Szewczykiem prowadziła program Dozwolone od lat czterdziestu, przemianowany następnie na Wideotekę dorosłego człowieka.
Jest autorką książek Elvis – amerykański sen i Cały ten big beat. W 2001 ukazała się redagowana przez nią płyta pt. Mężczyźni mojego radia.

## Życie prywatne
Córka Wacława (zm. w wieku 101 lat) i Leokadii (zm. w wieku 92 lat). Jej rodzice zawarli związek małżeński po II wojnie światowej. Ojciec był absolwentem Szkoły Inżynierskiej im. Hipolita Wawelberga i Stanisława Rotwanda oraz działaczem Polskiego Związku Pływackiego. Małżeństwo rodziców zakończyło się rozwodem; matka jakiś czas potem wyjechała na stałe do Danii, gdzie ponownie wyszła za mąż. Na początku pracy w PR1 Maria Szabłowska poznała swojego przyszłego męża Marka Lipińskiego (ur. 1945). Ma z nim córkę Małgorzatę (ur. 1981), której mężem został architekt Tomasz Rygalik.

## Odznaczenia i wyróżnienia
- Krzyż Oficerski Orderu Odrodzenia Polski (2015)[14]
- Krzyż Kawalerski Orderu Odrodzenia Polski (2011)[15]
- Srebrny Krzyż Zasługi (2000)[16]
- Brązowy Medal „Zasłużony Kulturze Gloria Artis” (2005)[17]
- Honorowa Odznaka Polskiego Radia (2013)[18]
- Gloria Kultura – odznaczenie Szczecińskiego Oddziału Związku Literatów Polskich (2016)[19]
- Nagroda ZAiKS-u za popularyzację polskiej twórczości rozrywkowej (2001)[20]
- Złoty Mikrofon (2009)
- Nagroda „Zasłużony dla polskiej piosenki” (2016)[21]
- Tytuł Mistrza Mowy Polskiej (2022)[22]
- Tytuł Ambasadora Stolicy Polskiej Piosenki[23]